# Thundorf (Freystadt)
Thundorf ist ein Gemeindeteil der Stadt Freystadt im Landkreis Neumarkt in der Oberpfalz in Bayern.

## Ortsnamensdeutung
Der Ortsname soll das althochdeutsche Wort „dun“ für Hügel enthalten.

## Lage
Das Kirchdorf Thundorf, aus Klein- und Groß-Thundorf bestehend, liegt, umgeben von Feldern, rund zwei Kilometer nordöstlich von Freystadt auf 423 bis 430 m ü. NHN.

## Geschichte
1253 erwarb Gotfried I. von Sulzbürg von Eberhard, genannt der Ramler, dessen Güter zu Thundorf als freien Besitz. 1320 hatte Poppo der Mühlhauser als Sulzbürg-Wolfsteiner Hintersasse Besitz in Thundorf. 1332 ist Herbert Reichertshofer zu Thundorf genannt, der den Sitz zu Thundorf von den Herren von Stein zu Lehen hatte. Im gleichen Jahr erwarb das Zisterzienserinnenkloster Seligenporten das Burgrecht von Thundorf.  Am 9. Februar 1332 gelobte Heinrich von Stein, Chorherr zu Eichstätt und Propst des Neuen Stiftes „Unsere Liebe Frau“, dem Kloster, das „Haus zu Tontorf“ abzubrechen und den Graben einzuebnen; dies geschah, aufgehendes Mauerwerk ist heute nicht mehr vorhanden.
Als 1403 Schweiker von Gundelfingen seine Burg Niedersulzbürg an die Gebrüder Hans, Albrecht, Wilhelm und Wigalus von Wolfstein verkaufte, gehörte zur Burg auch Besitzungen in Thundorf. Schließlich hatte in Thundorf das wolfsteinsche Amt Sulzbürg einen Achtelhof, das wolfsteinsche Amt Pyrbaum einen ganzen Hof, vier Halbhöfe, einen Viertel- und einen Achtelhof sowie zwei 1⁄16-Höfe. 1732 und 1737 sind Thundorfer Schulmeister (zugleich Mesner) genannt; die Schule, in die auch die Kinder von Frettenshofen gingen, wurde 1806 zugunsten des Pfarrortes Thannhausen aufgehoben. 1740 starb mit dem letzten Reichsgrafen von Wolfstein, Christian Albrecht, das Geschlecht aus; der Besitz kam als erledigtes Reichslehen (1769 auch der Allodialbesitz) an Bayern, das zur Verwaltung dieser Güter zwei Ämter, die Kabinettsherrschaft Sulzbürg und die Kabinettsherrschaft Pyrbaum, errichtete. 

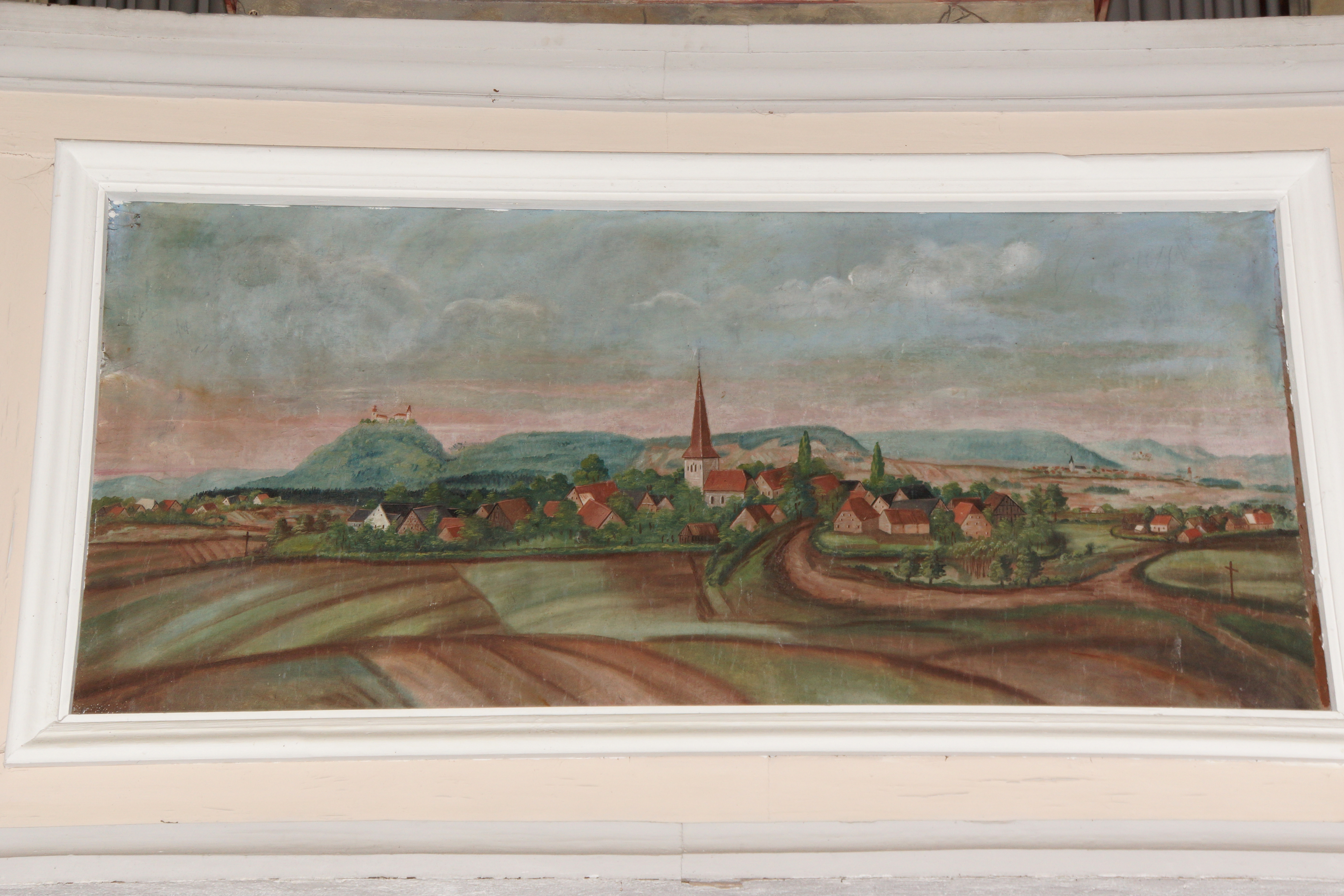
Thundorf um 1720, Fresko in der Kirche

Am Ende des Alten Reiches stellte sich die Besitzlage so dar: Von den 22 Untertanen in Thundorf gehörten in Kleinthundorf dem kurfürstlich-bayerischen Klosterrichteramt Seligenporten die zwei Halbhöfe Hafner und Lierzer, der kurfürstlich-bayerischen Kabinettsherrschaft Pyrbaum die zwei Halbhöfe Lierzer und Seyboldt, der Reichsstadt Nürnberg ein 1⁄16-Hof und der Halbhof Werner. Großthundorf gehörte sechs Grundbesitzern: Der Oberen Hofmark Berngau gehörten als ganzer Hof der Pröbsterhof sowie drei 1⁄16-Höfe und das gemeindliche Hirtenhaus. Das Klosterrichteramt Seligenporten besaß die zwei Halbhöfe der Untertanen Hafner und Schlierf. Die Kabinettsherrschaft Pyrbaum herrschte über den Lierzerhof für das Chorstift Heydeck, über die zwei Halbhöfe Strobl und Hofbeck, über einen Viertelhof, einen Achtelhof und zwei 1⁄16-Höfe. Die Kabinettsherrschaft Sulzbürg hatte als Untertanenhöfe zwei 1⁄16-Höfe des Spitals Freystadt. Das St. Klaraamt der Stadt Nürnberg besaß den Viertelhof Völkl. Schließlich war noch die Hofmark Mörlach im Besitz eines kleinen, nämlich eines 1⁄16-Hofes.
Im Königreich Bayern wurde zwischen 1810 und 1820 der Steuerdistrikt Röckersbühl (heute Gemeindeteil von Berngau) im Altmühlkreis eingerichtet, dem unter anderem auch Thundorf zugeordnet war. Mit dem Gemeindeedikt von 1818 wurde Thundorf selbst eine Ruralgemeinde, die noch den Kiesenhof umfasste. Diese Gemeinde war dem Landgericht (ab 1862 Bezirksamt, ab 1879 Landkreis) Neumarkt im Regenkreis zugeordnet.
Das Repertorium zum Atlasblatt Neumarkt von 1836 gibt für Großthundorf 25 Häuser, eine Filialkirche und ein Wirtshaus an. 1875 waren an Großvieh im Thundorf fünf  Pferde und 221 Stück Rindvieh vorhanden; in der Gemeinde gab es einen Viehbestand von sieben Pferden, 300 Stück Rindvieh, 347 Schafen und 96 Schweinen. 25 Jahre später waren es 87 Pferde, 313 Stück Rindvieh, 276 Schafe, 200 Schweine und drei Ziegen. Die Zunahme der Schweinehaltung in diesem Zeitraum ist auch in anderen bayerischen Gemeinden zu beobachten. Die Gemeindegröße betrug 535,69 Hektar.
Mit der Gebietsreform in Bayern wurde die Gemeinde Thundorf zum 1. Januar 1972 in die Stadt Freystadt eingemeindet. Seitdem ist Thundorf einer von 33 benannten Ortsteilen der Stadt Freystadt.

### Einwohnerentwicklung von Thundorf (Klein- und Großthundorf)
- 1830: 150 (28 Häuser)[16]
- 1871: 145 (60 Gebäude)[17]
- 1900: 193 (30 Wohngebäude)[18]
- 1938: 169 (126 in Groß- und 43 in Kleinthundorf)[19]
- 1950: 164 (30 Wohngebäude)[20]
- 1961: 170 (34 Wohngebäude)[21]
- 1987: 159 (39 Wohngebäude, 42 Wohnungen)[22]
- 31. Dezember 2016: 181[23]

### Einwohnerzahlen der Gemeinde Thundorf
- 1871: 188 (83 Gebäude, 39 Wohngebäude)[24]

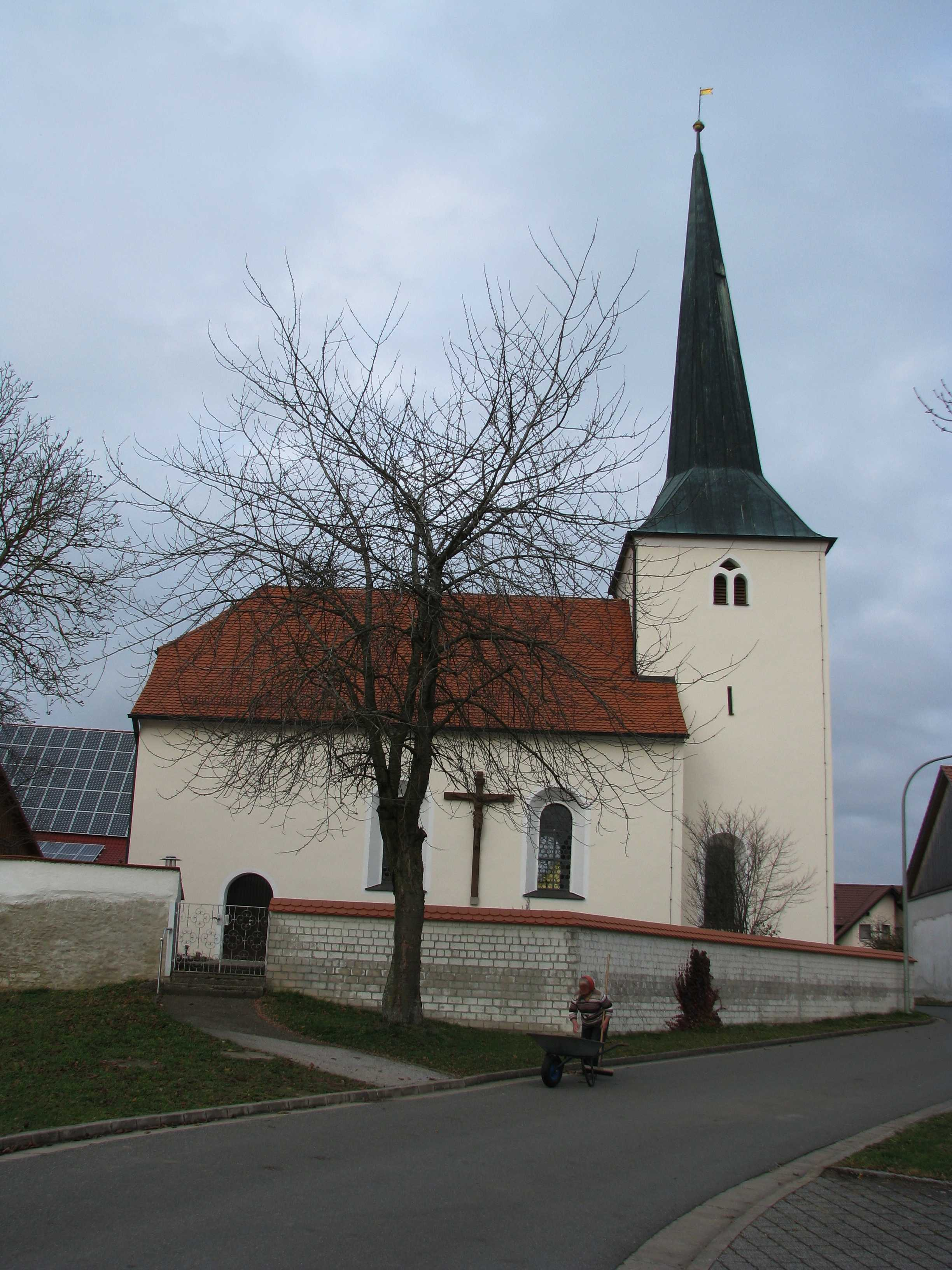
Filialkirche St. Willibald

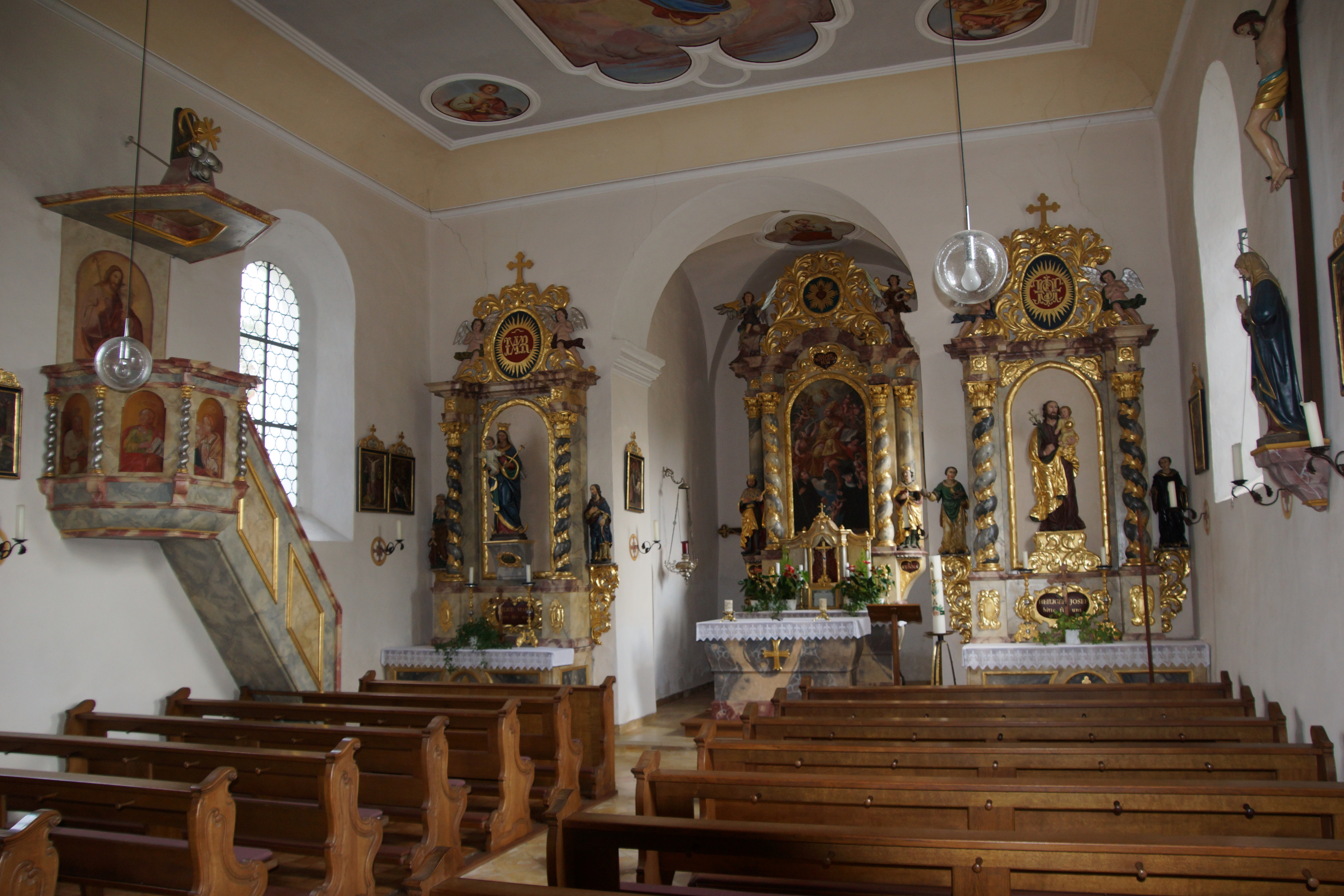
Blick in die barock ausgestattete Kirche

- 1900: 248 (37 Wohngebäude)[25]
- 1950: 210 (37 Wohngebäude)[26]
- 1961: 218 (42 Wohngebäude)[27]

## Filialkirche St. Willibald in Großthundorf
1720 wurde die Kirche als Filialkirche von Thannhausen neu errichtet (Grundriss des Schiffes  13 × 7,5 m) und durch den Eichstätter Weihbischof Johann Adam geweiht (bis 1720 gehörten Thannhausen und Thundorf zur Pfarrei Freystadt). 1938 hingen drei Glocken im Turm, von 1748, 1783 und 1915. Die Orgel stammt von 1904 von Ludwig Edenhofer junior in Deggendorf.

## Baudenkmäler
Als Baudenkmäler sind die Kirche, das Bauernhaus Nr. 8, ein Wohnstallbau mit Fachwerkgiebel aus dem 18. Jahrhundert sowie das Bauernhaus Nr. 20, ein Wohnstallbau aus der Mitte des 19. Jahrhunderts ausgewiesen.

## Verkehr
Thundorf liegt an einer Gemeindeverbindungsstraße, die nördlich von Freystadt von der Staatsstraße 2238 abzweigt und in östlicher Richtung zuerst nach Klein-, dann nach Groß-Thundorf und weiter nach Kittenhausen führt.